# وی‌آ-۱۱۱ اشکفال
وی‌آ-۱۱۱ اشکفال (به انگلیسی: VA-111 Shkval) و (به روسی: Шквал-تندوزه) نام اژدری است که توسط اتحاد جماهیر شوروی سوسیالیستی ساخته شد و قابلیت حرکت با سرعتی بیش از ۲۰۰ گره (یکای سرعت) برابر با ۳۷۰ کیلومتر بر ساعت را دارا بود. وی‌آ-۱۱۱ اشکفال تنها یکی از اعضای گروه اژدرهای تندرو اتحاد جماهیر شوروی با قابلیت فراحفره‌زایی می‌باشد و نخستین پروژه در این زمینه تندوزه (به روسی: Шквал) نام داشت. از سال‌های ۱۹۷۲ تا ۱۹۷۷ در حدود ۳۰۰ آزمایش در زمینه اژدرهای تندرو انجام گشت که ۹۵ درصد آنها در دریاچه ایسیک کول صورت پذیرفت. نخستین اژدر وی‌آ-۱۱۱ اشکفال در کارخانه‌ای دولتی در قرقیزستان تولید گشت که پس از فروپاشی اتحاد جماهیر شوروی ۷۵ درصد سهام این کارخانه توسط روسیه خریداری شد.

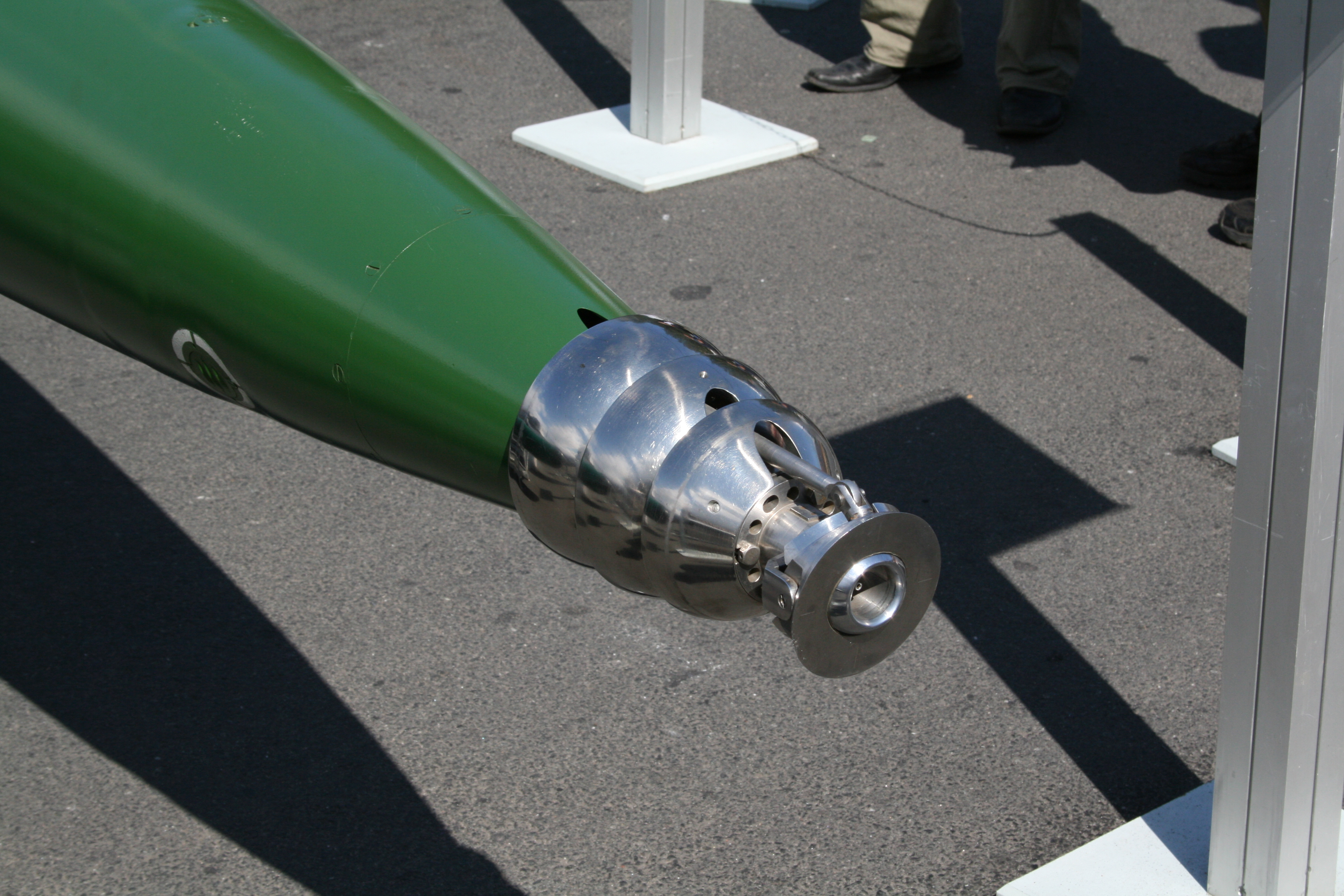
نگاره‌ای از دماغه مخروطی‌شکل اشکفال

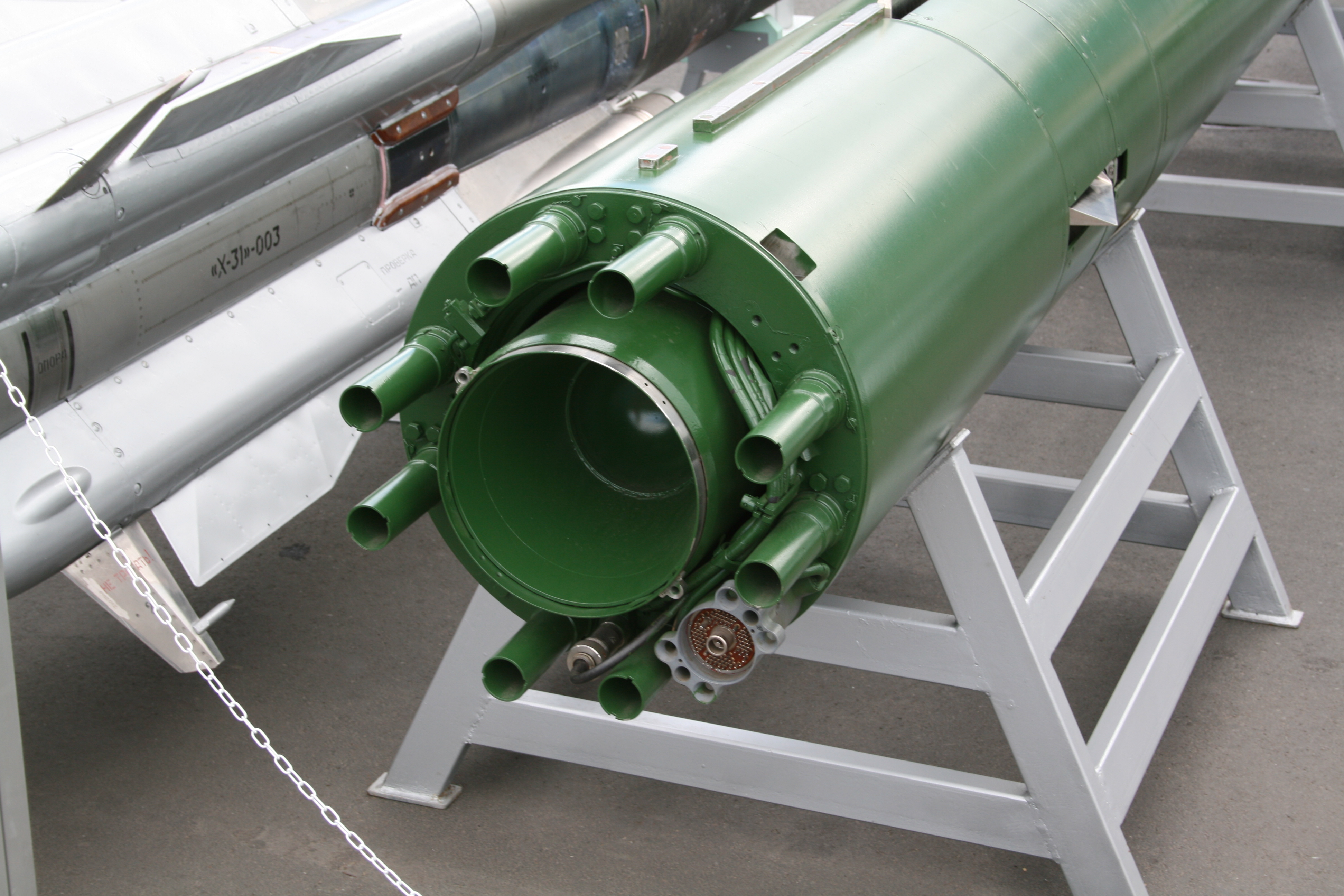
نگاره‌ای از پشت اشکافل نشان دهندهٔ باله‌های هدایت‌گر و اتصالات الکترونیکی

## مشخصات و قابلیت‌ها

در نگارهٔ بالا جسم سیاه با سرعت بسیار زیادی با مایع (آبی رنگ) برخورد می‌کند و سبب می‌شود تا فشار موضعی در پشت جسم کم‌تر از فشار بخار مایع می‌شود که منجر به ایجاد حبابی به دور جسم می‌گردد.

وی‌آ-۱۱۱ اشکفال یک اژدر ۵۳۳ میلی‌متری بود و ۲۷۰۰ کیلوگرم وزن داشت که ۲۱۰ کیلوگرم آن را کلاهک جنگی آن تشکیل می‌داد. موتور راکتی این اژدر از سوخت مایع استفاده می‌کرد. دو تن از وزن اژدر را مخزن سوخت تشکیل می‌داد که شامل ۱۵۰۰ کیلو هیدروژن پروکسید و ۵۰۰ کیلو نفت سفید بود. سرعت این اژدر ۸٫۲ متری هنگام شلیک ۹۳ کیلومتر بر ساعت بود که در طول مسیر به بیش از ۳۷۰ کیلومتر نیز می‌رسید. برد عملیاتی مدل‌های جدید اشکفال به ۱۱ تا ۱۵ کیلومتر می‌رسد اما مدل‌های قدیمی فقط تا ۷ کیلومتر برد داشتند.

## فراحفره‌زایی
فراحفره‌زایی (به انگلیسی: Supercavitation) گونه‌ای از حفره‌زایی می‌باشد که در آن کاهش شدید فشار باعث تبخیر موضعی مایع و ایجاد حباب‌هایی به منظور احاطهٔ جسمی که درون مایع در حال حرکت است می‌شود. حباب‌های احاطه گر جسم متحرک درون مایع سبب کاهش شدید اصطکاک مایع با سطح شی متحرک می‌شوند و در نتیجه جسم را قادر می‌سازند تا با سرعت بسیار زیادی درون مایع حرکت نماید. استفاده‌های کنونی از فراحفره‌زایی محدود هستند و شامل مواردی چون اژدر‌های پر سرعت، پروانه‌های کشتی و زیردریایی‌ها می‌شوند. در عمل، فراحفره‌زایی می‌تواند در مورد کل بدنهٔ وسیله نقلیه درون مایع مورد استفاده قرار گیرد و وسیله نقلیه درون مایع را قادر سازد تا با سرعت بسیار زیادی حرکت نماید.